# Waynehead
Waynehead (Sábado de manhã)  é um desenho animado canadense-americana produzido pelo ator americano Damon Wayans. Trata-se de uma criança pobre com um clube de futebol e foi baseado da série Wayans infância no Harlem (Bairro da cidade de Nova Iorque. O elenco inclui Gary Coleman, Orlando Brown e Marlon Wayans. Waynehead durou apenas uma temporada. A partir de 1997-2000 era apresentada pelo Cartoon Network com uma versão editada de 15. Episódio.

## Elenco
- Orlando Brown como Damey Wayne

## Episódios
- O Demônio das Dezenas
- Dinheiro Não
- Irmãos e Bros.
- Botsuana Aki e as Bocas de Castigo
- 3 Chapéus e Você Está Fora
- Papai é um Spaz
- Ser Meu ... Ou Então
- Ser Frio ou Não Ser
- Entrega Especial
- Busca de Artigos Pirotécnicos
- Um Amigo em Ganância
- Deprimido
- Rebelde Sem uma Pata
- Olá bebê, Adeus Wayne
- Volta Para Casa